# Parrya maidantalica
Parrya maidantalica là một loài thực vật có hoa trong họ Cải. Loài này được M. Pop. & P. Baran. mô tả khoa học đầu tiên.